# 美國陸軍第94步兵師
第94訓練師（英語：94th Training Division）是美國陸軍的一個師級部隊，也是美國陸軍預備役的一個訓練師，隸屬於第80訓練司令部。
第一次世界大戰期間成立於預備役之中，稱作第94師，駐紮在波多黎各。第二次世界大戰期間稱作第94步兵師，隸屬於第三軍團，1944年9月8日登陸法國猶他海灘。戰後在歐洲擔任佔領軍，1946年2月7日解編。
1967年被重新編制到第94陸軍預備役司令部，1995年改為第94區域支援司令部，2003年8月改為第94地區戰備司令部，2008年9月在維吉尼亞州李堡重新編制為第94訓練師。